# پرش طول ایستاده

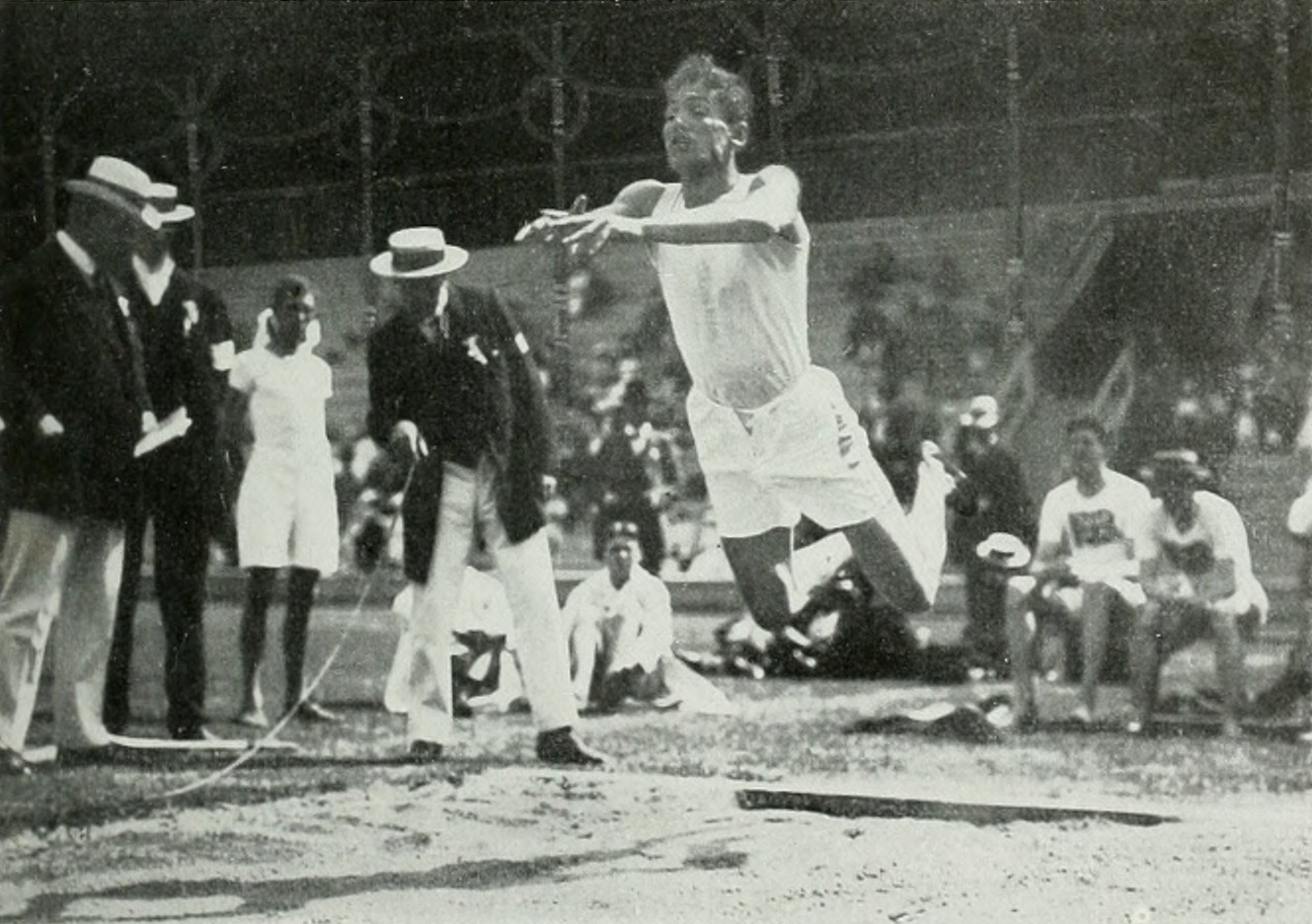
کنستانتینوس تسیکلیتیراس از کشور یونان برنده مدال طلا در مسابقات پرش طول ایستاده در بازی‌های المپیک تابستانی ۱۹۱۲.

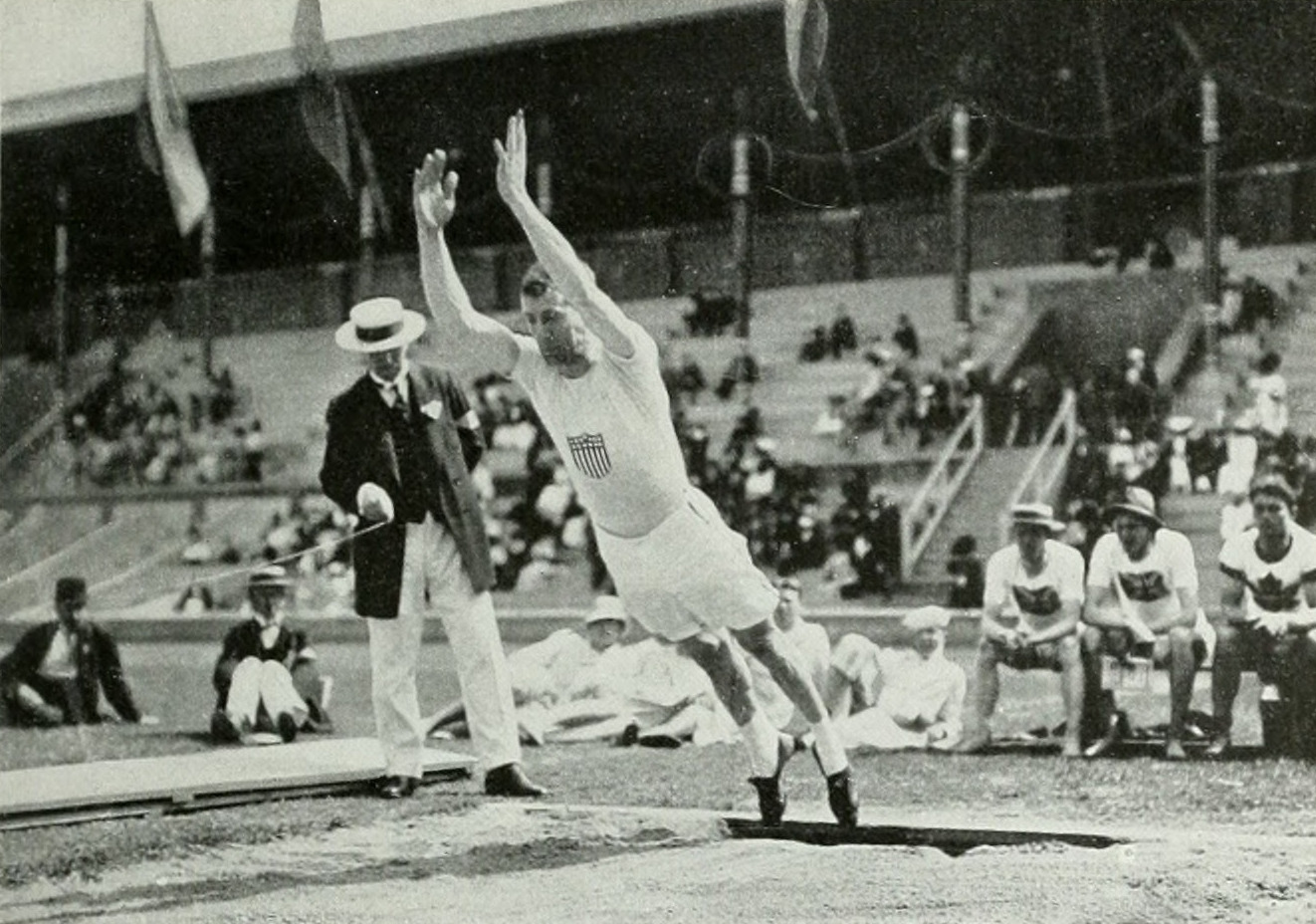
پلات آدامز آمریکایی برنده مدال نقره پرش طول ایستاده در بازی‌های المپیک تابستانی ۱۹۱۲.

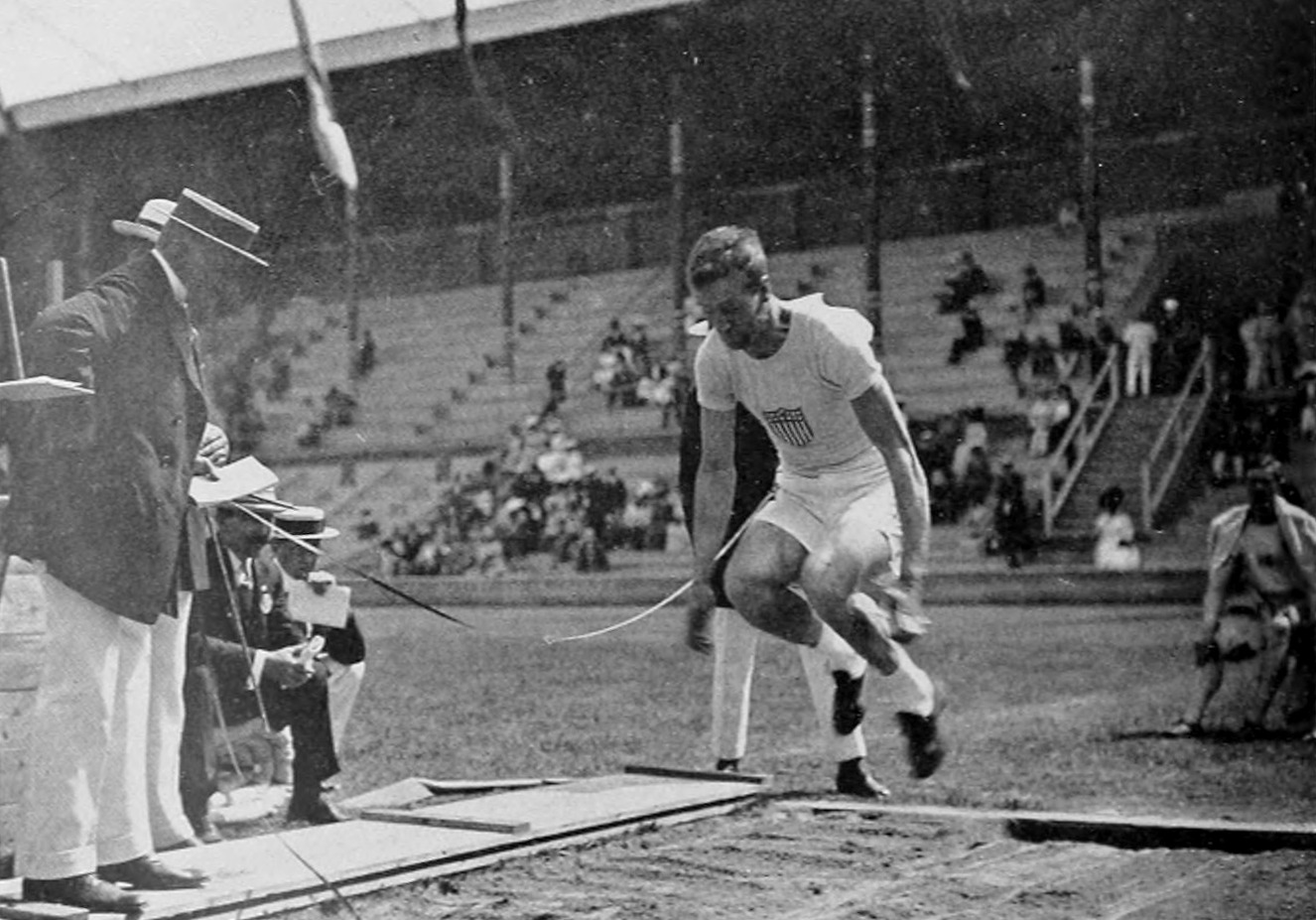
بنجامین آدامز آمریکایی برنده مدال برنز مسابقات پرش طول ایستاده در بازی‌های المپیک تابستانی ۱۹۱۲.

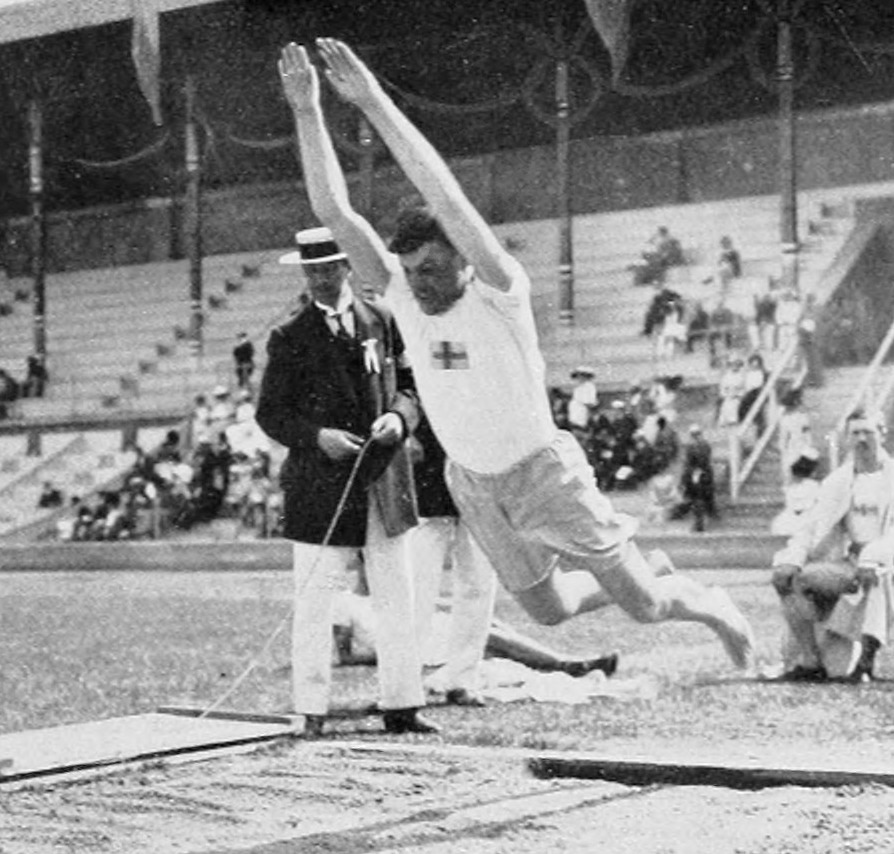
گوستاف مالمستن سوئدی در رقابت پرش طول ایستاده در بازی‌های المپیک تابستانی ۱۹۱۲.

پرش طول ایستاده که با عنوان پرش عریض ایستاده نیز شناخته می‌شود، یکی از رشته‌های ورزش دو و میدانی است که تا سال ۱۹۱۲ میلادی یکی از رقابت‌های المپیک بود. پرش طول ایستاده یکی از سه نوع ایستاده مسابقات پرش دو و میدانی است. دو نوع دیگر شامل پرش ارتفاع ایستاده و پرش سه‌گانه ایستاده هستند.

## تکنیک
در اجرای پرش طول ایستاده، پرنده روی خط مشخص شده روی زمین درحالی که پاها کمی از هم باز هستند می‌ایستد. سپس با استفاده از هر دو پا بلند می‌شود و فرود می‌آید. ورزشکار در حین پرش بازوها را تاب می‌دهد و زانوها را خم می‌کند تا حرکت به جلو را بهتر کند. در صورتی که ورزشکار به عقب بیفتد یا در هنگام برخاستن یک گام بردارد، پرش باید تکرار شود.

## تاریخچه
در اوایل قرن نوزدهم پرش طول ایستاده یک رقابت محبوب در ورزش‌های کوهستانی و ورزش‌های نظامی بود، اما تعداد بسیار کمی از آن رکوردها ثبت گردید. در ژوئیه ۱۸۵۳ در جریان نود و سومین بازی‌های سالانه ساترلند هایلندرز سرجوخه جی. فوربز در پرش طول ایستاده رکورد ۹ فوت و ۳ اینچ (برابر با ۲٫۳۲ متر) را به ثبت رسانید. جان اسکریون از دانشگاه کمبریج نیز در ۱۵ مارس ۱۸۵۹ در ورزشگاه کالج سنت جان به میزان ۹ فوت ۳ اینچ (۲٫۳۲ متر) پرید. کمتر از یک هفته بعد، در ۲۱ مارس، ویلیام هاوارد از کالج ترینیتی کمبریج، ۱۰ فوت ۲ اینچ (۳٫۱۰ متر) را به نام خود ثبت کرد.
در اوت ۱۸۶۵ در اسکاتلند، دبلیو. آلن رکورد ۱۰ فوت ۹ اینچ (۳٫۲۷ متر) در پرش طول ایستاده و ۳۲ فوت و ۲ اینچ (۹٫۸۰ متر) در پرش سه گام ایستاده را ثبت کرد. برای نخستین بار رکورد یازده فوت (۳٫۳۵ متر) در اوت ۱۸۶۵ توسط سرجوخه راشتون در طی رقابت‌های نظامی در یک پادگان نظامی در انگلستان شکسته شد.
اولین رکورد جهانی پرش طول ایستاده توسط ورزشکار آمریکایی ری آوری با حد نصاب ۳٫۴۷ متر در ۳ سپتامبر ۱۹۰۴ به ثبت رسید.
رکورد غیررسمی کنونی متعلق به بایرون جونز است که در ۲۳ فوریه ۲۰۱۵ در مسابقات ترکیبی NFL پرش ۳٫۷۳ متری را به ثبت رساند و رکورد رسمی پرش جهان به طول ۳٫۷۱ متری را که توسط آرنه تورواگ نروژی در سال ۱۹۶۸ ثبت شده بود را شکست (اگر چه ثبت این رکورد در شرایط متفاوت و با قوانین متفاوتی بود).

## وضعیت کنونی
از هنگامی که ورزشگاه‌های سرپوشیده ساخته شدند، پرش طول ایستاده به عنوان یک رویداد ورزشی ناپدید گردید. امروزه نروژ تنها کشوری است که در آن پرش طول ایستاده یک رقابت در سطح قهرمانی ملی است. مسابقات قهرمانی نروژ در پرش‌های ایستاده (پرش طول و پرش ارتفاع) از سال ۱۹۹۵ هر زمستان در شهر استانگه برگزار می‌شود.
امروزه در ایالات متحده، پرش طول ایستاده یکی از رویدادهای ترکیب پیشاهنگی NFL است. همپنین یکی از آزمون‌های استاندارد به عنوان بخشی از جایزه رئیس‌جمهور در زمینه آمادگی جسمانی است. یکی از آزمون‌های آمادگی جسمانی که دانشجویان افسری در کالج نظامی سلطنتی کانادا و آکادمی نیروی هوایی ایالات متحده باید انجام دهند پرش طول ایستاده است. در نیروهای پلیس برزیل، حداقل عملکرد در آزمون پرش طول ایستاده برای پیوستن به پلیس فدرال ۲٫۱۴ متر برای مردان و ۱٫۶۶ متر برای زنان است و برای پلیس بزرگراه فدرال حداقل عملکرد ۲٫۰۰ متر برای مردان و ۱٫۶۰ متر برای زنان لازم است.

## مدال‌آوران المپیک
پرنده سرشناس آمریکایی ری آوری در سه دوره متوالی در المپیک‌های تابستانی ۱۹۰۰ پاریس، ۱۹۰۴ سنت لوییس و ۱۹۰۸ لندن موفق به کسب مدال طلا این رشته شد. در آخرین حضور پرش طول ایستاده در المپیک تابستانی ۱۹۱۲ استکهلم کنستانتینوس تسیکلیتیراس از کشور یونان برنده مدال طلا شد.